# Luigi Amici

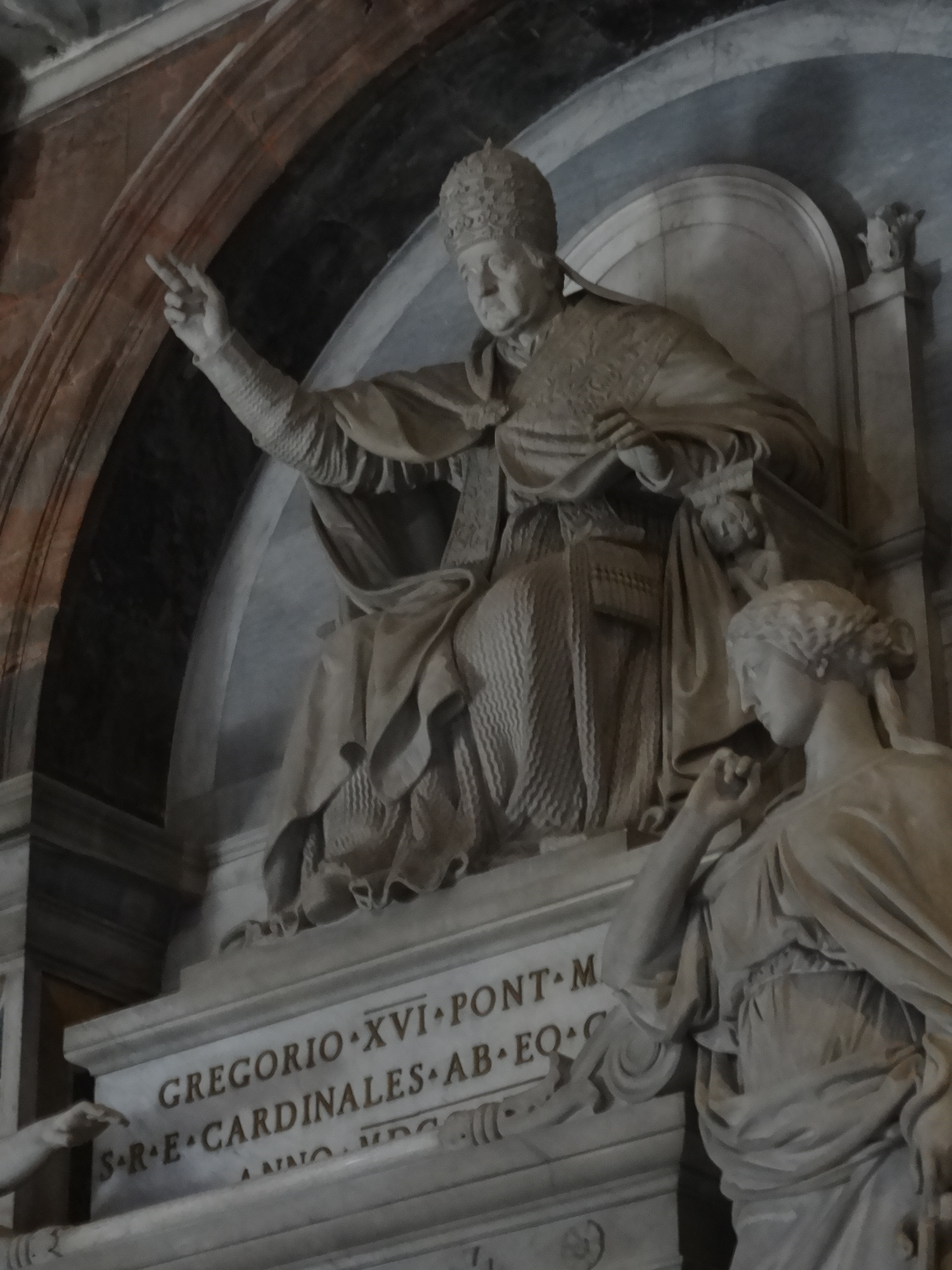
Escultura de Gregorio XVI, en la parte alta de su mausuleo, en la Basílica de San Pedro, obra de Luigi Amici.

Luigi Amici Jesi, 1817-Roma, 1897) fue un escultor italiano, apreciado en su época como retratista. Su obra más célebre e importante es el mausoleo de Gregorio XVI, en la basílica de San Pedro, en Roma.

## Vida
Nació en Jesí, una pequeña población de la provincia de Ancona. Todavía niño se trasladó con su familia a Roma. Comenzó a estudiar dibujo en el Opizio di San Michele, teniendo como profesor al pintor y grabador F. Giangiacomo. Este mismo profesor, considerando que tenía condiciones para la escultura, lo encamina al estudio del escultor Adamo Tadolini.
Comenzó su carrera como retratista y realizó numerosos trabajos con formas académicas y frías, que en ocasiones recuerdan a las de Canova. Tras la muerte del papa Gregorio XVI se convocó un concurso para su mausoleo; Amici, que aún no tenía treinta años, presentó su propuesta y resultó ganadora. Concluido su trabajo en 1857, este quedó situado en la basílica de San Pedro de Roma. Este trabajo acrecentó su prestigio, realizando numerosos retratos escultóricos a ciudadanos romano. El 27 de abril de 1866 fue recibido como académico de San Luca. 
Falleció en Roma el 17 de octubre de 1897.

## Obras
Su principal obra, el mausoleo de Gregorio XVI, obra terminada en 1857. Se sitúa en la capilla gregoriana (en recuerdo de su patrón Gregorio XIII), en la pared que separa esta capilla de la del Sacramento. Sobre una basa, en la que se abre una puerta pequeña que, aunque se usa habitualmente conecta con la capilla del Sacramento, se dispone un altorrelieve con una escena que recuerda del estímulo de esta papa por las misiones; este relieve queda enmarcado a derecha e izquierda por dos figuras que representan la Sabiduría, la de la izquierda, y la Prudencia, a la derecha. Sobre el bajorrelieve se sitúa el sarcófago donde se lee:
Sobre el sarcófago se sitúa la escultura de Gregorio XVI, sentado en el trono, y en actitud de impartir la bendición. Si la escultura del papa resulta majestuosa e incluso imponente, a la composición general del mausoleo le falta coherencia y equilibrio, que le da monotonía.
Entre los números retratos que talló Luigi Amici, se pueden recordar: la estatua de Pío VIII, en el Vaticano; los bustos Pellegrino Rossi, el duque de Granata, los príncipes Drago, Terencia Mamian i,  los cardenales Strossmayer (Roma, Galleria Nazionale d'Arte Moderna) y Tosti (Roma, Ospizio di S. Michele); de Camillo Cavour, en el Campioglio. También los pequeños mármoles, terracotas y yesos que actualmente están en el café Greco y en casa Gubenelli, en Roma.
Los críticos de arte reconocen su facilidad como retratista y la vivacidad de sus obras, pero también la frialdad académica que solo en algunos casos consigue la serenidad majestuosa de la obra canosiana.

## Muestras de su obra

Esculturas de Luigi Amici
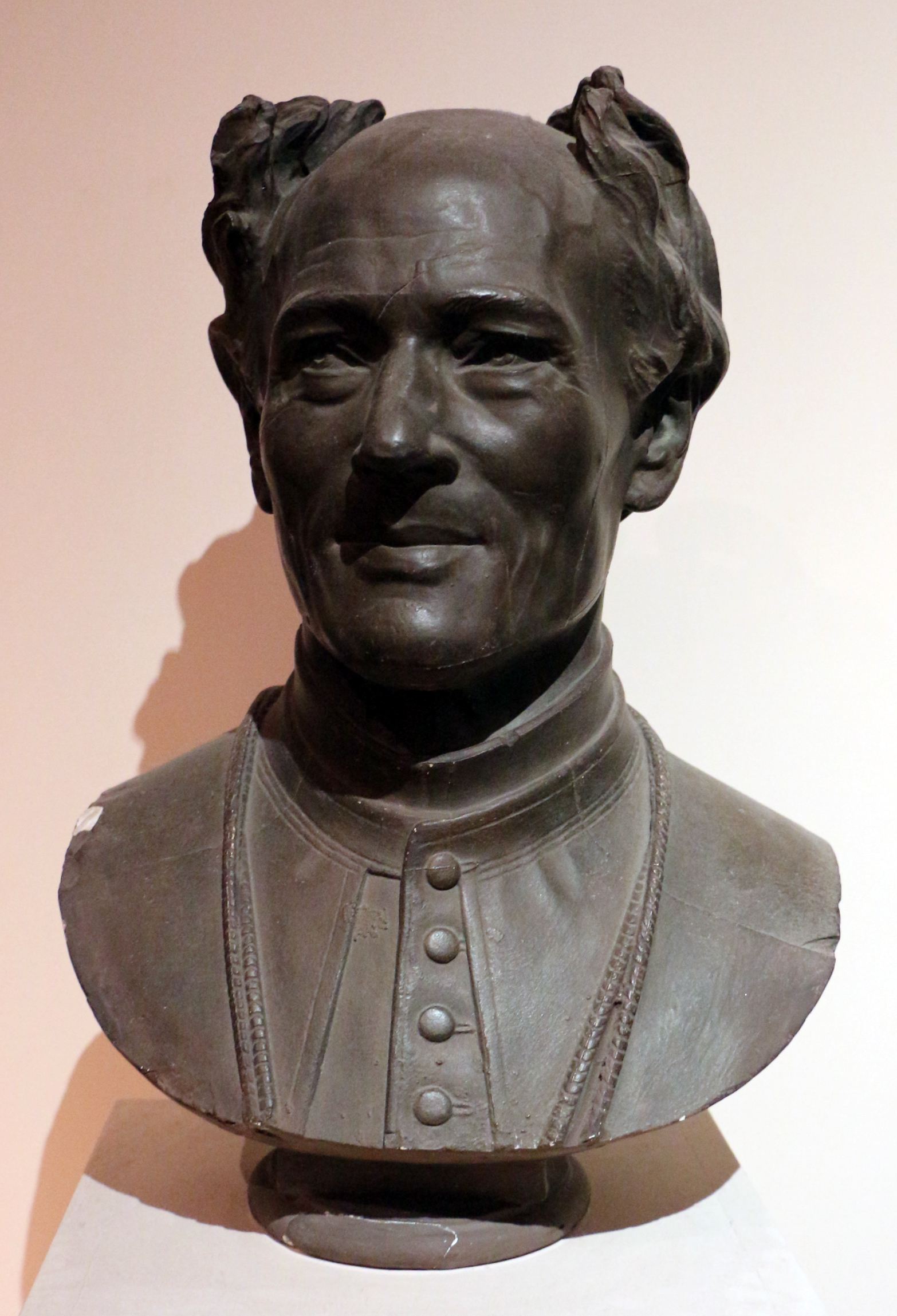
Busto del cardenal Strossmayer, escayola coloreada (c. 1890)
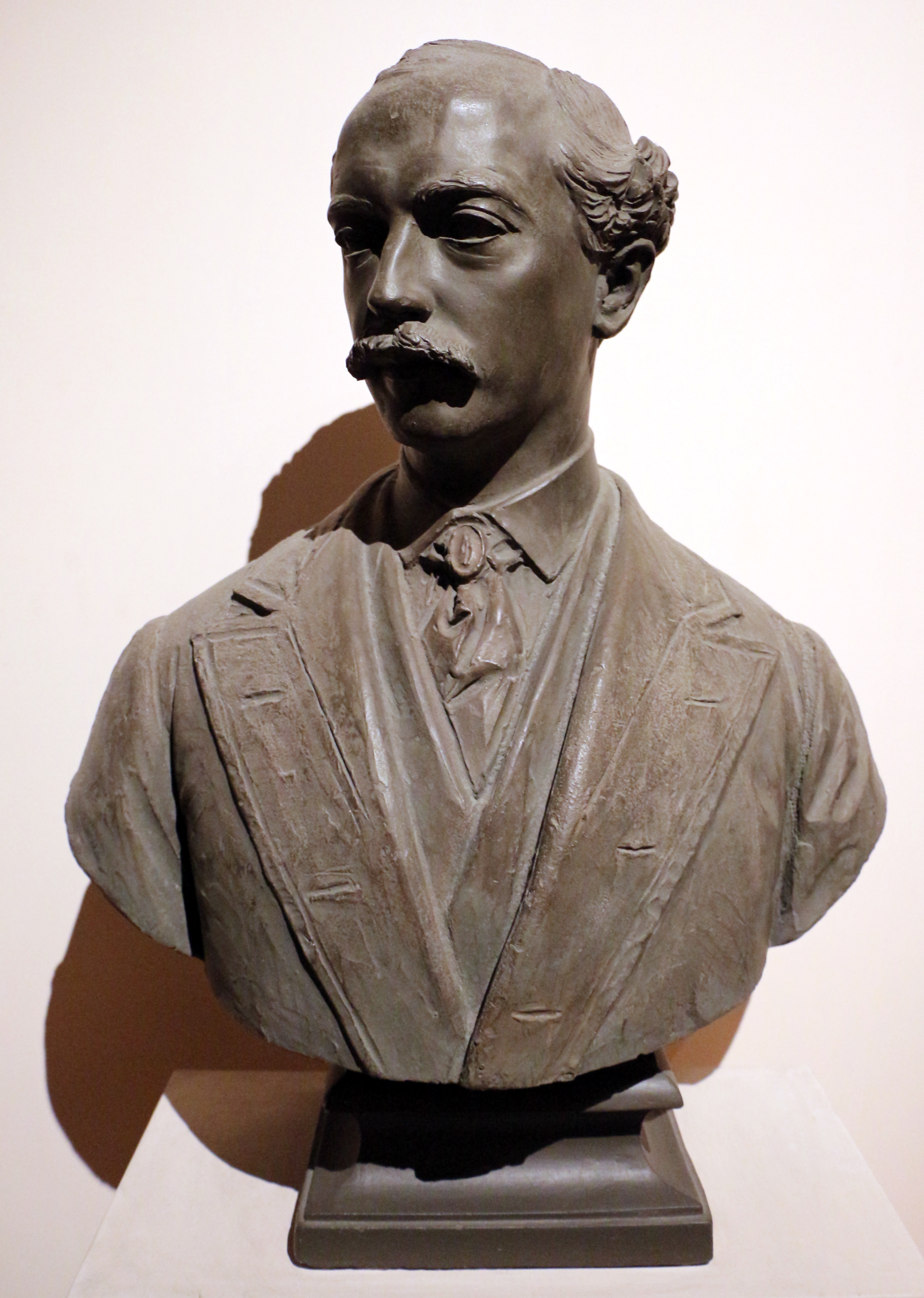
Busto de Mark Twain (c. 1890)
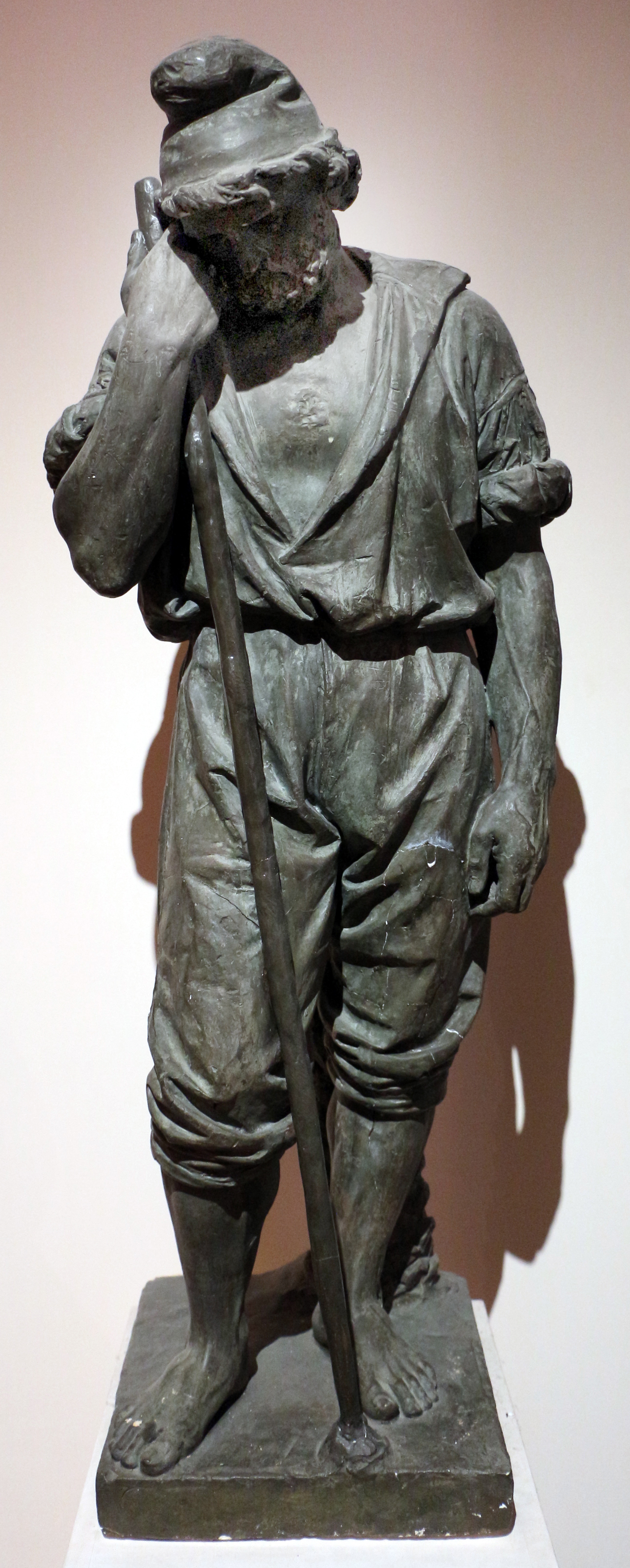
Colono uruguayo (c. 1890)
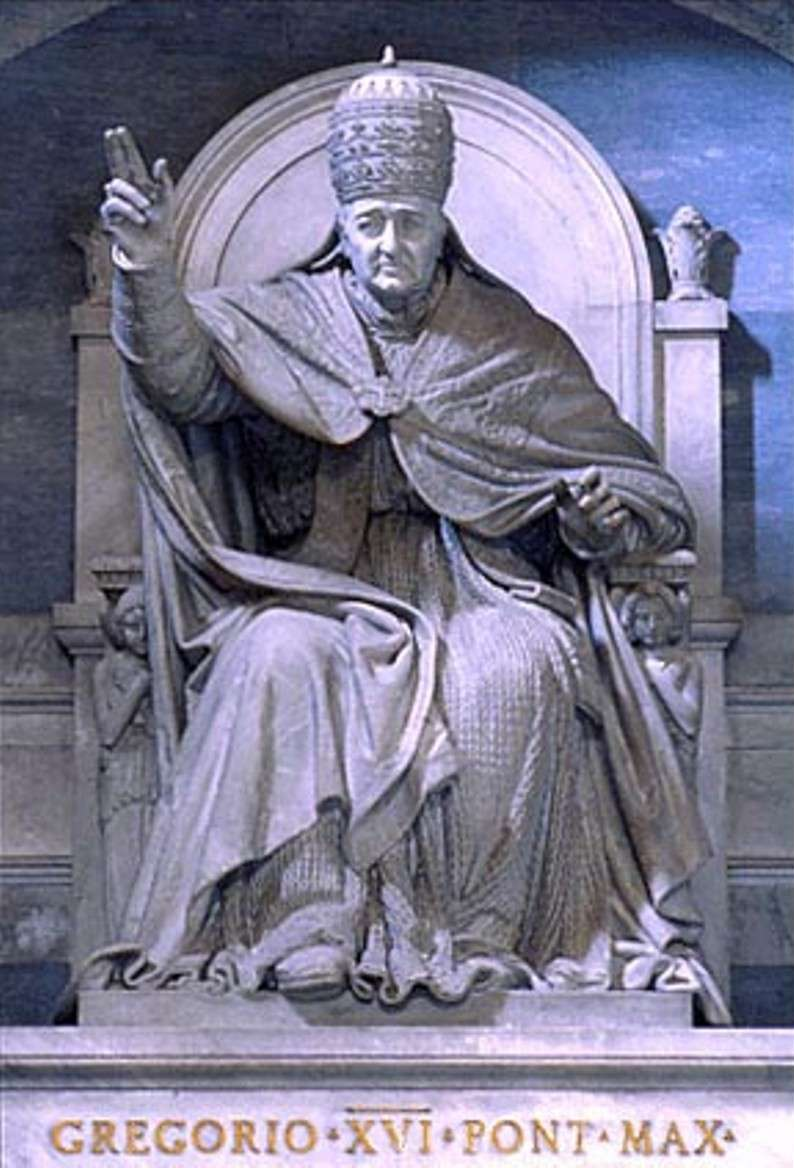
Escultura de Gregorio XVI, en su mausoleo